# Hyadina corona
Hyadina corona är en tvåvingeart som beskrevs av Cresson 1925. Hyadina corona ingår i släktet Hyadina och familjen vattenflugor. Inga underarter finns listade i Catalogue of Life.